# Rebel Yell (Lied)
Rebel Yell (englisch für Schrei der Rebellen) ist ein Lied des britischen Rockmusikers Billy Idol, das er mit seinem Gitarristen Steve Stevens schrieb. Es erschien erstmals im Oktober 1983 als Single sowie im November 1983 auf Idols gleichnamigem Album.

## Hintergrund

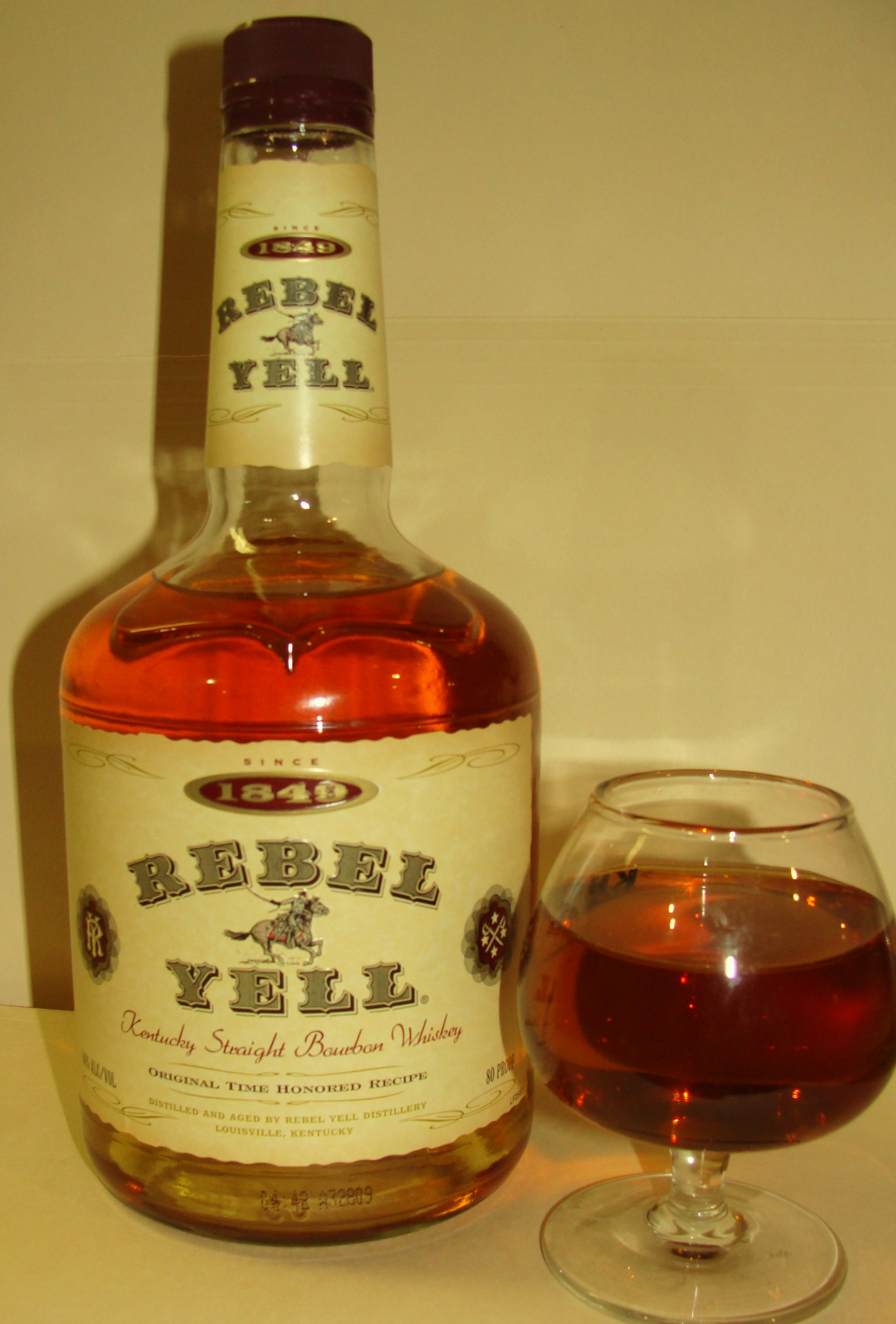
Eine ältere Flasche, die immer noch die Marke Rebel Yell trägt. Heute wird der Whiskey nur noch unter dem Namen Rebel vermarktet.

Während seines Auftrittes in der Sendung VH1 Storytellers verriet Billy Idol, wie es zur Entstehung des Songs kam: Er war bei einer Veranstaltung, bei der er die ebenfalls anwesenden Rolling-Stones-Mitglieder Mick Jagger, Keith Richards und Ron Wood dabei beobachtete, wie sie Bourbon der Marke Rebel Yell tranken. Zwar war ihm die Marke unbekannt, doch der Name gefiel ihm. Er beschloss daraufhin, ein Lied mit dem Titel Rebel Yell zu schreiben. Gemeinsam mit Steve Stevens verfasste er schließlich den Text des Songs.
Die Instrumental-Einleitung, die klingt wie eine Kombination aus einer E-Gitarre und Keyboard, spielte Stevens allein mit einer Gitarre. Die Inspiration dazu kam von Leo Kottke. Ursprünglich hatte es sich bei diesen 16 Takten um eine Einleitung zu seinem Gitarrensolo gehandelt, doch Idol schlug vor, sie als Intro für den Song zu verwenden.
Da die Musiker noch keine Idee hatten, wie das Lied enden sollte, existierte nur eine Groove-Sektion. Forsey ließ Idol mit einem Mikrofon in der Hand freien Lauf, und dieser dichtete spontan die Textzeilen:
I walked the world for you, babe

A thousand miles for you

I dried your tears, of pain, babe

A million times, for you

I’d sell my soul, for you, babe

For money to burn, for you

I’d give you all, and have none, babe

Just to, just to, just to, just to, to have you here by me, because
Idol nahm diesen Abschnitt später noch einmal mit einem Neumann–Mikrofon auf, um die Aufnahme zu perfektionieren.
Das Lied war z. B. in der Episode Tödliche Orchideen von Knight Rider sowie auch in der Familienkomödie Kuck mal, wer da spricht 2 zu hören. Ebenfalls hörte man es in Filmen wie Zeit der Vergeltung und Big.

## Auszeichnungen für Musikverkäufe
| Land/Region                  | Auszeichnungen für Musikverkäufe (Land/Region, Auszeichnung, Verkäufe) | Verkäufe |
| ---------------------------- | ---------------------------------------------------------------------- | -------- |
| Deutschland (BVMI)           | Gold                                                                   | 300.000  |
| Neuseeland (RMNZ)            | Platin                                                                 | 30.000   |
| Vereinigtes Königreich (BPI) | Silber                                                                 | 200.000  |
| Insgesamt                    | 1× Silber · 1× Gold · 1× Platin ·                                      | 530.000  |

## Coverversion von Scooter
Im Jahr 1996 coverte die deutsche Elektronik-Band Scooter Rebel Yell auf ihrem Album Our Happy Hardcore. Im Gegensatz zum Original beginnt die Version von Scooter mit dem Satz „In the midnight hour“. Am 9. Mai 1996 war Verkaufsstart der Single, deren Tracks sich von der Albumversion unterscheiden.
Das Video zu Rebel Yell ist an klassische Vampirfilme angelehnt. Die Mitglieder von Scooter fahren nachts bei Vollmond durch eine düstere Gegend, bis sie zu einem Schloss gelangen. Dort intonieren sie Rebel Yell vor tanzenden Menschen in Rokoko-Kleidung, die sich als Vampire entpuppen. Am Ende werden Scooter selbst als Vampire gezeigt.
| ChartsChartplatzierungen     | Höchstplatzierung | Wochen |
| ---------------------------- | ----------------- | ------ |
| Deutschland (GfK)            | 8 (13 Wo.)        | 13     |
| Österreich (Ö3)              | 7 (12 Wo.)        | 12     |
| Schweiz (IFPI)               | 17 (7 Wo.)        | 7      |
| Vereinigtes Königreich (OCC) | 30 (2 Wo.)        | 2      |

| ChartsJahrescharts (1996) | Platzierung |
| ------------------------- | ----------- |
| Deutschland (GfK)         | 83          |

## Weitere Coverversionen
- 1986: Sinner
- 1996: Die Quietschboys (Nimmersatt)
- 1998: Guildo Horn & Die Orthopädischen Strümpfe (Tanz den Horn)
- 1999: HIM
- 1999: ALL
- 2001: Six
- 2003: Children of Bodom
- 2004: The Dillinger Escape Plan
- 2004: The Twang
- 2006: Distorted Reality
- 2006: Kill Hannah
- 2007: Northern Kings
- 2007: Drowning Pool
- 2008: Discipline
- 2009: Dope
- 2010: Boozed
- 2010: Empyre one vs. Energ!zer
- 2012: Black Veil Brides
- 2012: L’uke
- 2012: Miley Cyrus
- 2021: The Iron Cross Band
- 2023: Leo Moracchioli
- 2023: The Rock Bottom Music Kids @ Forest Pub